# Лааз, Тамара Карловна
Тамара Карловна Лааз (эст. Tamara Laas; 24 августа 1923, Подгорное, Курсавский район, Ставропольский край, РСФСР — 7 октября 2007) — учительница, депутат Верховного совета СССР 3-го созыва.

## Биография
Родилась в Подгорном, центра поселения эстонцев на Ставроволье. Детские и юношеские годы провела в РСФСР. Получила филологическое образование, преподаватель французского языка.
С 1948 года работала школьной учительницей в Таллине.
В 1950 году избрана депутатом Верховного совета СССР 3-го созыва (1950—1954) от Таллинского морского избирательного округа.
Впоследствии продолжала работать учителем в таллинской средней школе № 21. Принимала участие в программах по международному обмену со школами ГДР, Чехословакии.
Скончалась в 2007 году, похоронена на Лесном кладбище.

## Семья
Родители — Карл Лааз и Лийза Вяли. Замужем не была.